# Sougy
Sougy település Franciaországban, Loiret megyében. Lakosainak száma 835 fő (2022. január 1.). Sougy Lumeau, Poupry, Terminiers, Artenay, Bricy, Chevilly, Coinces, Huêtre és Rouvray-Sainte-Croix községekkel határos.

## Népesség
A település népessége az elmúlt években az alábbi módon változott:
| Lakosok száma | 702  | 835  | 828  | 844  | 843  | 845  | 826  | 814  | 813  | 835  |
|               | 1968 | 1982 | 1990 | 2006 | 2013 | 2015 | 2017 | 2019 | 2020 | 2022 |